# 賀来新川
賀来新川（かくしんかわ）は、大分県大分市の地名。現行行政地名は賀来新川一丁目及び賀来新川二丁目。住居表示実施済区域。

## 地理
大分市の西部に位置し、南西に賀来南、西に賀来北、他は大字荏隈と接している。

## 歴史

### 沿革
- 2021年（令和3年）1月16日 - 住居表示を実施に伴い、大字荏隈、大字賀来の各一部（通称:賀来新川）から、賀来新川一丁目及び賀来新川二丁目を新設[5]。

### 町名の変遷
| 実施後         | 実施年月日               | 実施前（各町名ともその一部、公称のみ）                         |
| -------------- | ------------------------ | -------------------------------------------------------------- |
| 賀来新川一丁目 | 2021年（令和3年）1月16日 | 大字荏隈、大字賀来、大字賀来字新川、大字賀来字中河原（各一部） |
| 賀来新川二丁目 | 2021年（令和3年）1月16日 | 大字荏隈、大字賀来、大字賀来字中河原（各一部）                 |

## 世帯数と人口
2022年（令和4年）3月31日現在（大分市発表）の世帯数と人口は以下の通りである。
| 丁目・通称     | 世帯数  | 人口  |
| -------------- | ------- | ----- |
| 賀来新川       | 7世帯   | 17人  |
| 賀来新川一丁目 | 358世帯 | 785人 |
| 賀来新川二丁目 | 59世帯  | 117人 |
| 計             | 424世帯 | 919人 |

## 学区
市立小・中学校に通う場合、学区は以下の通りとなる（2022年4月時点）。
| 丁目・通称     | 番・番地等 | 小学校             | 中学校             |
| -------------- | ---------- | ------------------ | ------------------ |
| 賀来新川       | 全域       | 大分市立荏隈小学校 | 大分市立城南中学校 |
| 賀来新川一丁目 | 全域       | 大分市立荏隈小学校 | 大分市立城南中学校 |
| 賀来新川二丁目 | 全域       | 大分市立荏隈小学校 | 大分市立城南中学校 |

## 交通
- 大分県道207号大分挾間線

## 施設
- 豊和銀行 賀来支店[7]

## その他

### 日本郵便
- 郵便番号 : 870-0892[2]（集配局 : 大分中央郵便局[8]）。